# جربیل
جِربیل یا جِرد نام گروهی از جوندگان کوچک است که در زیرخانوادهٔ جربیلیان از خانوادهٔ موش‌سانان قرار می‌گیرند. برخی از جربیل‌ها ممکن است جرد یا موش صحرایی نامیده شوند. طول بدن جربیل‌ها معمولاً بین ۱۵ تا ۳۰ سانتی‌متر است ولی جربیل بزرگ بزرگ‌ترین نوع جربیل تا ۴۰ سانتی‌متر هم رشد می‌کند. جربیل‌ها برخلاف بیشتر جوندگان دیگر معمولاً روزگرد می‌باشند.
برخی انواع جربیل به‌ویژه جربیل مغولی به‌عنوان حیوان خانگی در برخی کشورها نگهداری می‌شوند.